# تيد غراهام
تيد غراهام هو لاعب هوكي الجليد كندي، ولد في 30 يونيو 1904 في أوين ساوند في كندا، وتوفي في 11 يناير 1979.

## وصلات خارجية
- تيد غراهام على موقع دوري الهوكي الوطني (الإنجليزية)
- تيد غراهام على موقع قاعة مشاهير الهوكي (لاعب أن.إتش.أل) (الإنجليزية)
- تيد غراهام على موقع EliteProspects.com (الإنجليزية)
- تيد غراهام على موقع HockeyDB.com (الإنجليزية)
- تيد غراهام على موقع Hockey-Reference.com (الإنجليزية)